# Hell Breaks Loose
Hell Breaks Loose – singel amerykańskiego rapera Eminema, który promował reedycję albumu pt. Relapse. Został wydany 15 grudnia 2009 r. cyfrowo. Gościnnie udzielił się Dr. Dre, który wraz z Markiem Batsonem wyprodukował utwór.

## Lista utworów
| Nr | Tytuł utworu                         | Twórcy tekstu                                           | Producent            | Długość |
| -- | ------------------------------------ | ------------------------------------------------------- | -------------------- | ------- |
| 1. | „Hell Breaks Loose (gości. Dr. Dre)” | M. Mathers, A. Young, M. Batson, D. Parker, T. Lawrence | Dr. Dre, Mark Batson | 4:04    |

## Notowania
| Lista przebojów (2010)                | Najwyższa pozycja |
| ------------------------------------- | ----------------- |
| Canadian Hot 100 (Kanada)             | 21                |
| Billboard Hot 100 (Stany Zjednoczone) | 29                |